# Lecania cyrtella
 (mai 2025).
Espèce
Lecania cyrtella est une espèce de lichen de la famille des Ramalinaceae. Il est présent dans de nombreux pays d'Europe.

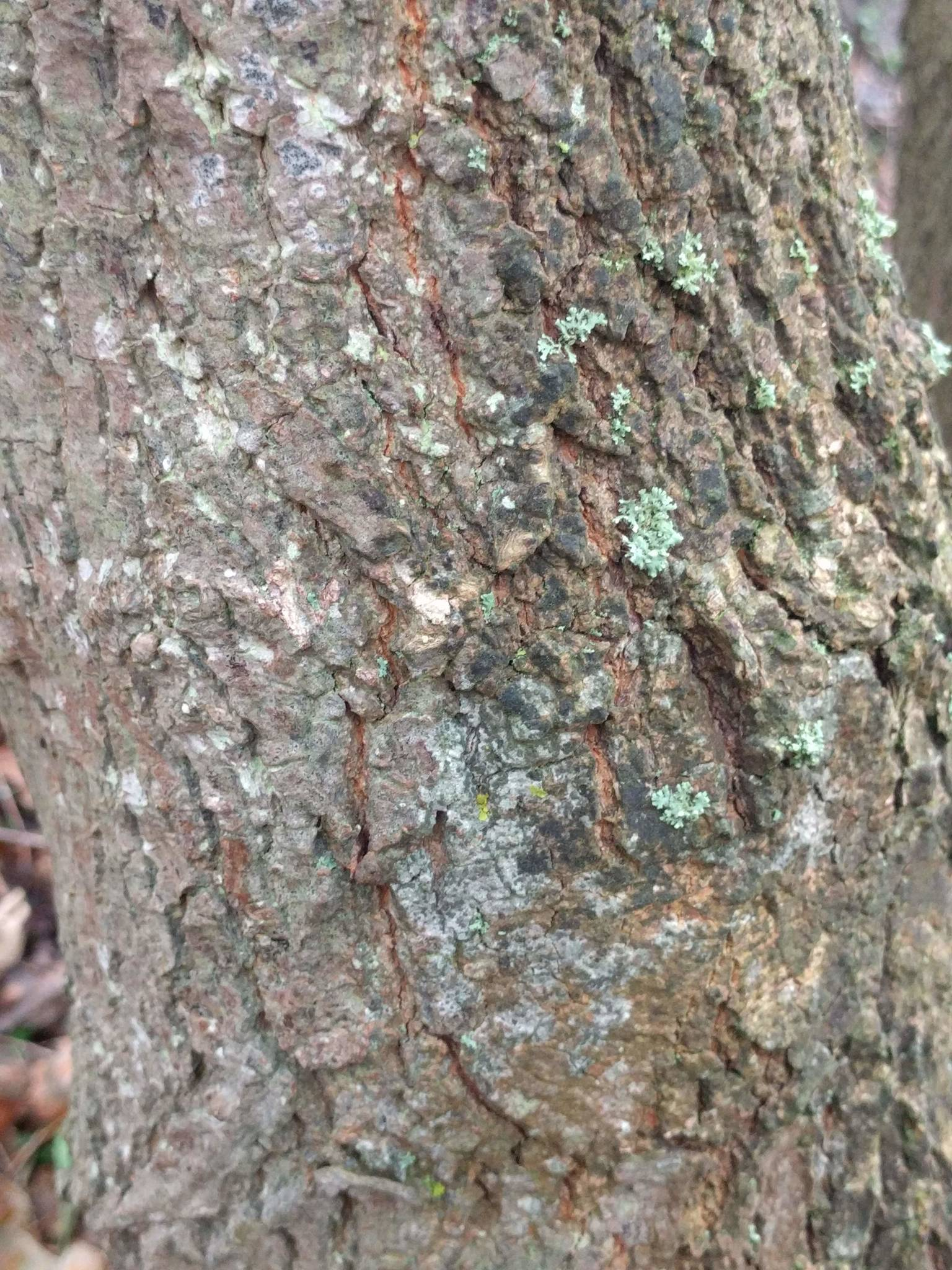
Lecania cyrtella

## Systématique
Le nom correct complet (avec auteur) de ce taxon est Lecania cyrtella (Ach.) Th.Fr..
Lecania cyrtella a pour synonymes :
- Bacidia anomala A.Massal.
- Bacidia atrogrisea var. anomala Arnold
- Biatora anomala var. cyrtella (Ach.) Rabenh.
- Biatora anomala Fr.
- Biatora atrogrisea var. anomala Hepp
- Biatora cyrtella (Ach.) W.Mann
- Biatorina anomala Arnold
- Biatorina cyrtella var. anomala Arnold
- Biatorina cyrtella (Ach.) Körb.
- Biatorina heterobaphia Anzi, 1860
- Biatorina sambucina Körb.
- Bilimbia anomala Mudd
- Bilimbia cyrtella (Ach.) Branth & Rostr.
- Bilimbia cyrtella Ach.
- Catillaria graminicola Galløe
- Catillaria heterobaphia (Anzi) Lettau
- Catillaria sambucina
- Dimerospora cyrtella (Ach.) Stein
- Dimerospora cyrtella Ach.
- Dimerospora dimera f. anomala (Ach.) J.Lahm
- Diphratora cyrtella (Ach.) Jatta
- Diphratora sambucina (Körb.) Jatta
- Lecania cyrtella subsp. sambucina (Körb.) Arnold
- Lecania sambucina (Körb.) Arnold
- Lecania sambucina (Körb.) Zahlbr.
- Lecaniella cyrtella (Ach.) Jatta
- Lecaniella sambucina (Körb.) Jatta
- Lecanora anomala var. cyrtella (Ach.) Ach.
- Lecanora cyrtella (Ach.) Röhl.
- Lecanora hagenii var. sorbina Sommerf.
- Lecanora sambucina (Körb.) Brisson
- Lecanora subfusca var. anomala Meyen & Flot.
- Lecidea anomala var. cyrtella (Ach.) Ach.
- Lecidea anomala Ach.
- Lecidea cyrtella Ach.
- Lecidea sphaeroides subsp. cyrtella (Ach.) Nyl.
- Lecidea vernalis var. anomala Nyl.
- Lichen cyrtellus (Ach.) Sm.
- Lichen peltatus var. cyrtella (Ach.) Lam.
- Parmelia subfusca f. cyrtella (Ach.) Torss.
- Patellaria anomala var. cyrtella (Ach.) Duby
- Patellaria anomala Spreng.
- Patellaria cyrtella (Ach.) Müll.Arg.
- Sporoblastia cyrtella (Ach.) Trevis.